# Place Eugène Flagey
La Place Eugène Flagey (pronunciación en francés: /plas øʒɛn flaʒɛ/) o Eugène Flageyplein (en neerlandés), habitualmente abreviado a Place Flagey o Flagey por los locales, es una plaza situada en el municipio de Ixelles de la Región de Bruselas-Capital (Bélgica). Lleva el nombre de un antiguo alcalde de Ixelles, Eugène Flagey.
Al converger en ella diez calles, la Place Flagey es una de las intersecciones mejor conectadas de la ciudad, y se encuentra justo al lado de los Estanques de Ixelles. Hasta 1937, la plaza era conocida como Place Sainte-Croix/Heilig-Kruisplein, pero actualmente este nombre solo se aplica al espacio situado delante de la iglesia de la Santa Cruz, en la esquina suroeste de la plaza.
El Edificio Flagey, también conocido como la Maison de la Radio, es un edificio singular de estilo art déco situado en la esquina suroeste de la plaza, con entrada por la Place Sainte-Croix. Fue la sede del Instituto Nacional de Radiodifusión Belga y actualmente alberga el centro cultural Le Flagey.

## Historia

### Orígenes
La zona de la actual Place Eugène Flagey estaba cubierta por los Estanques de Ixelles hasta 1860, cuando uno de los estanques originales fue drenado en el marco de un nuevo diseño urbano. La plaza era conocida originalmente como Place Sainte-Croix/Heilig-Kruisplein («Plaza de la Santa Cruz») debido al Hospice de la Sainte-Croix, un hospicio situado al final de la actual Rue de Vergnies/De Vergniesstraat. La plaza fue renombrada en 1937 en honor a Eugène Flagey, un abogado y político belga que fue alcalde de Ixelles desde 1935 hasta 1953. En la actualidad, la Place Sainte-Croix se refiere únicamente al espacio situado delante de la iglesia de la Santa Cruz (en francés: église Sainte-Croix; en neerlandés: Heilig-Kruiskerk), junto a los estanques.
La construcción de los alrededores de la Place Eugène Flagey continuó tras la Segunda Guerra Mundial, entre 1948 y 1963. El conjunto, del estilo funcionalista de la posguerra, muestra una gran homogeneidad pese a que fue construido a lo largo de casi treinta años. Todos los edificios tienen una altura similar, una fachada de ladrillo amarillo, una planta baja de uso comercial y un entresuelo cubiertos por una marquesina de hormigón, así como una terraza en la azotea. Estos últimos elementos dotan al conjunto de unas líneas horizontales casi continuas, pero pese a ello cada edificio mantiene sus peculiaridades arquitectónicas. El 18 de diciembre de 1957 abrió en la plaza la primera tienda de autoservicio de Bélgica, de los hermanos Delhaize, situada frente al Edificio Flagey.

### Renovación (2004–2008)

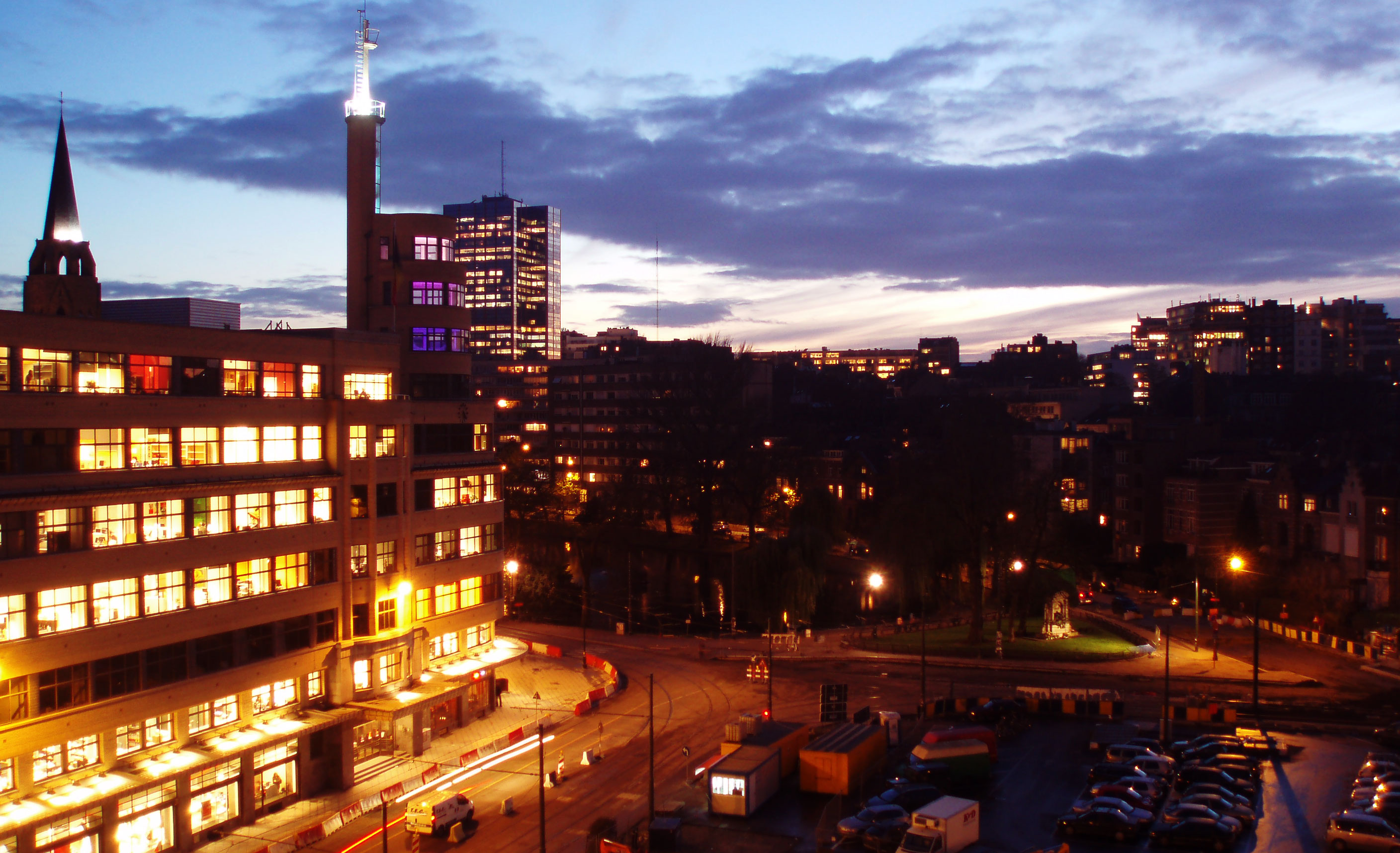
La Place Eugène Flagey/Eugène Flageyplein antes de la renovación.

A partir de 2002, la plaza fue sometida a una profunda renovación. Antes de esta renovación, se usaba principalmente como un estacionamiento al aire libre. El proyecto fue aplazado varias veces, entre críticas, y toda la actividad tuvo que detenerse durante, en ocasiones, varios meses. El proyecto fue modificado en 2004, en parte a petición de la asociación de residentes locales. Entre sus peticiones figuraba la eliminación completa del estacionamiento al aire libre de la plaza. El proyecto original no se consideraba suficientemente ambicioso y por ello se lanzó una nueva competición para recibir las propuestas de diferentes arquitectos internacionales. El contrato sería ganado por Latz&Partner y D + A International.
En julio de 2008 tuvieron lugar las celebraciones oficiales por la reinauguración de la Place Eugène Flagey. Los eventos incluyeron fuegos artificiales, conciertos, visitas guiadas y proyecciones de películas. Sin embargo, en el momento de la inauguración oficial, el aparcamiento subterráneo que se construyó bajo la plaza aún no había abierto al público. El riesgo de inundaciones, así como otros problemas estructurales, obligaron a las autoridades a mantener esta instalación cerrada. Finalmente, este aparcamiento abrió el 15 de noviembre de 2010. También se ha construido bajo la plaza un gran depósito de agua de lluvias para el control de las inundaciones, necesario debido a la baja altitud del terreno y al elevado nivel freático.
Durante varios años, hasta su última edición en 2016, tuvo lugar en la plaza una proyección al aire libre de una película cada noche durante el Festival de Cine de Bruselas (BRFF).

## Nombre
La plaza es llamada habitualmente Plaza Flagey o Place Flagey en español, Place (Eugène) Flagey en francés y (Eugène) Flageyplein en neerlandés. Flagey normalmente se refiere al Edificio Flagey y no a la plaza, aunque a veces también se usa para designar esta última. Debido a que la entrada del edificio está en la Place Sainte-Croix/Heilig-Kruisplein, estos nombres también se usan habitualmente como su dirección.

## Lugares de interés
La Place Eugène Flagey es famosa por:
- El Edificio Flagey, también conocido como la Maison de la Radio (1935–1938), la antigua sede del Instituto Nacional de Radiodifusión Belga (INR/NIR). Es un edificio de estilo streamline moderne que ocupa todo el lado sur de la plaza. Renombrado Le Flagey en 2002, actualmente alberga un centro cultural con salas de conciertos, cines y estudios de grabación. Su estudio 4 es una de las salas de conciertos con mejor acústica del mundo.[22]
- El edificio en el lado opuesto a Le Flagey, que alberga el primer supermercado de Bélgica, un Delhaize, que abrió sus puertas el 18 de diciembre de 1957.[23]
- El monumento dedicado al novelista Charles de Coster (1894), de Charles Samuel y Franz De Vestel, en el lado de los Estanques de Ixelles.[24]
- La friterie Frit Flagey, que sirve patatas fritas cocinadas al estilo tradicional belga, considerada una de las mejores de Bruselas.[25]

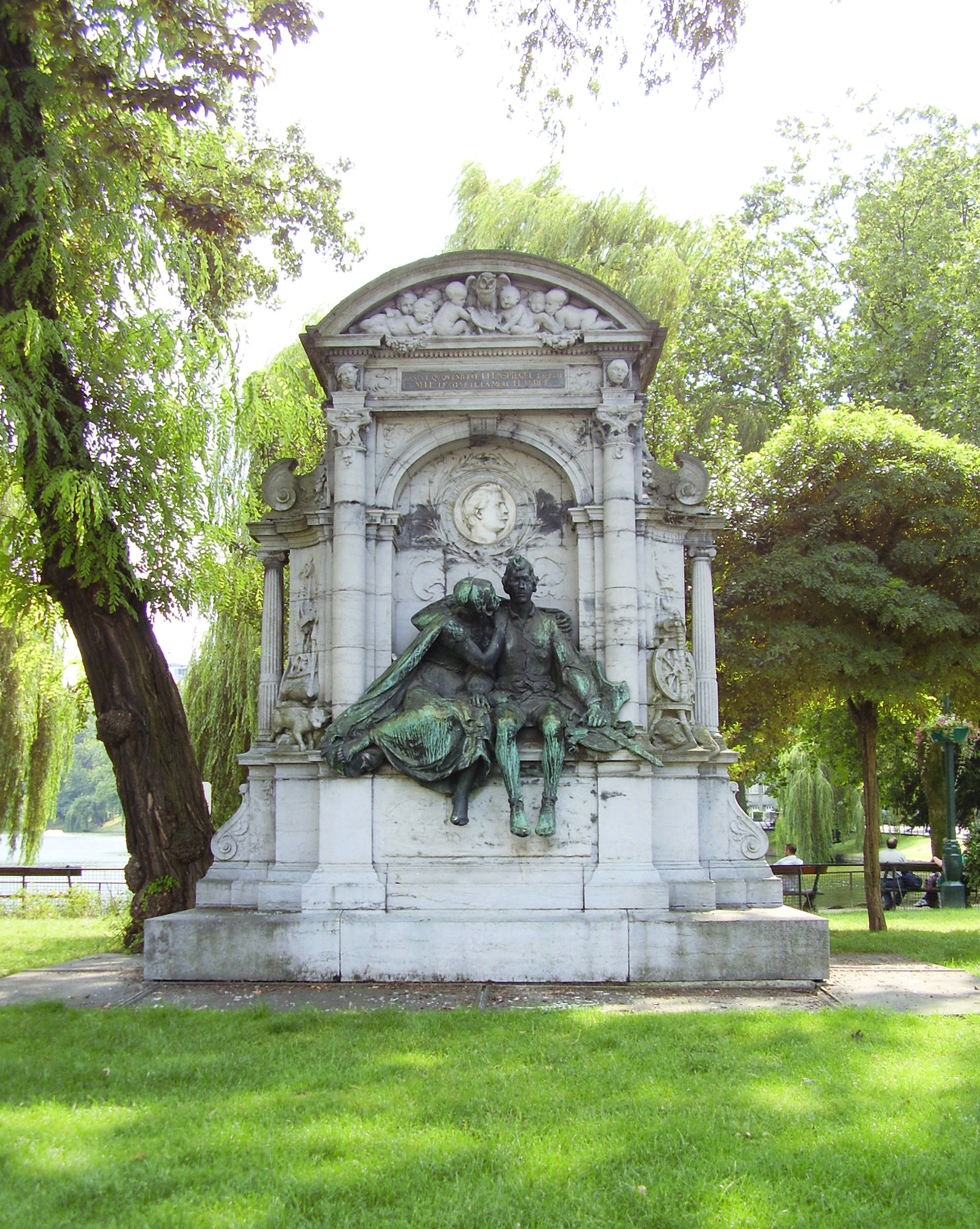
El monumento a Charles de Coster (Samuel y De Vestel, 1894).
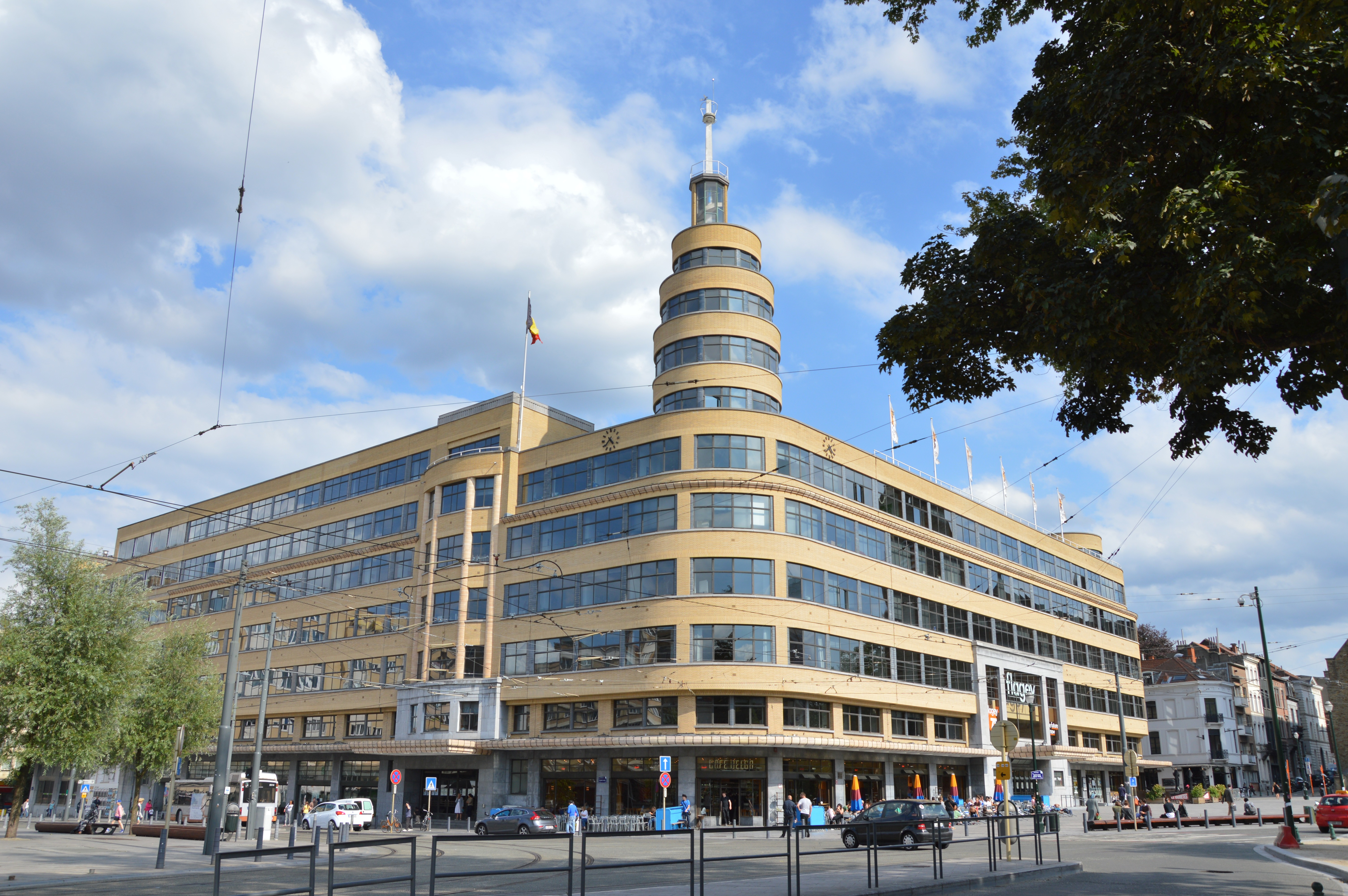
El Edificio Flagey o Maison de la Radio (Diongre, 1935–1938).
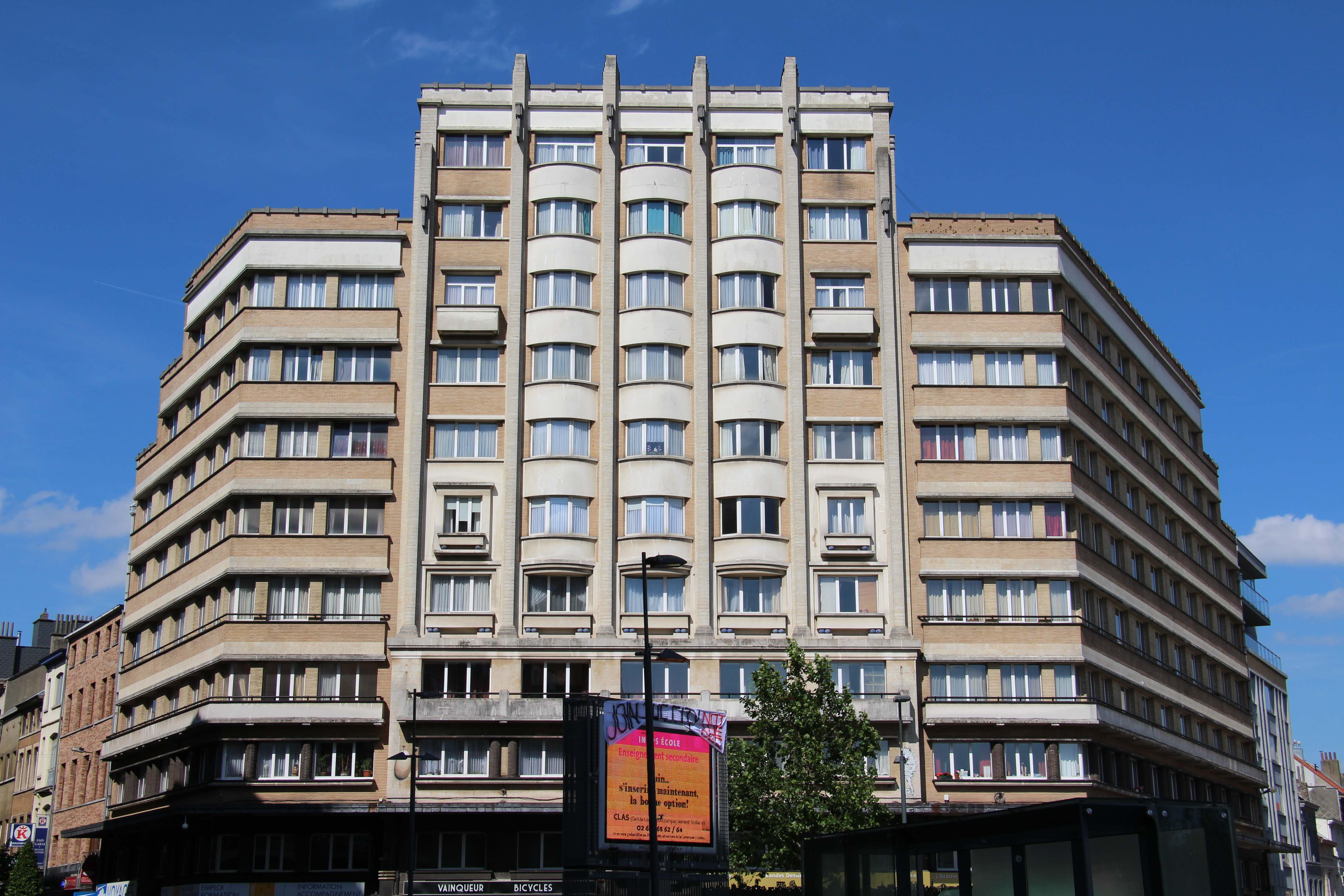
Edificio de apartamentos (Poppe, 1938).
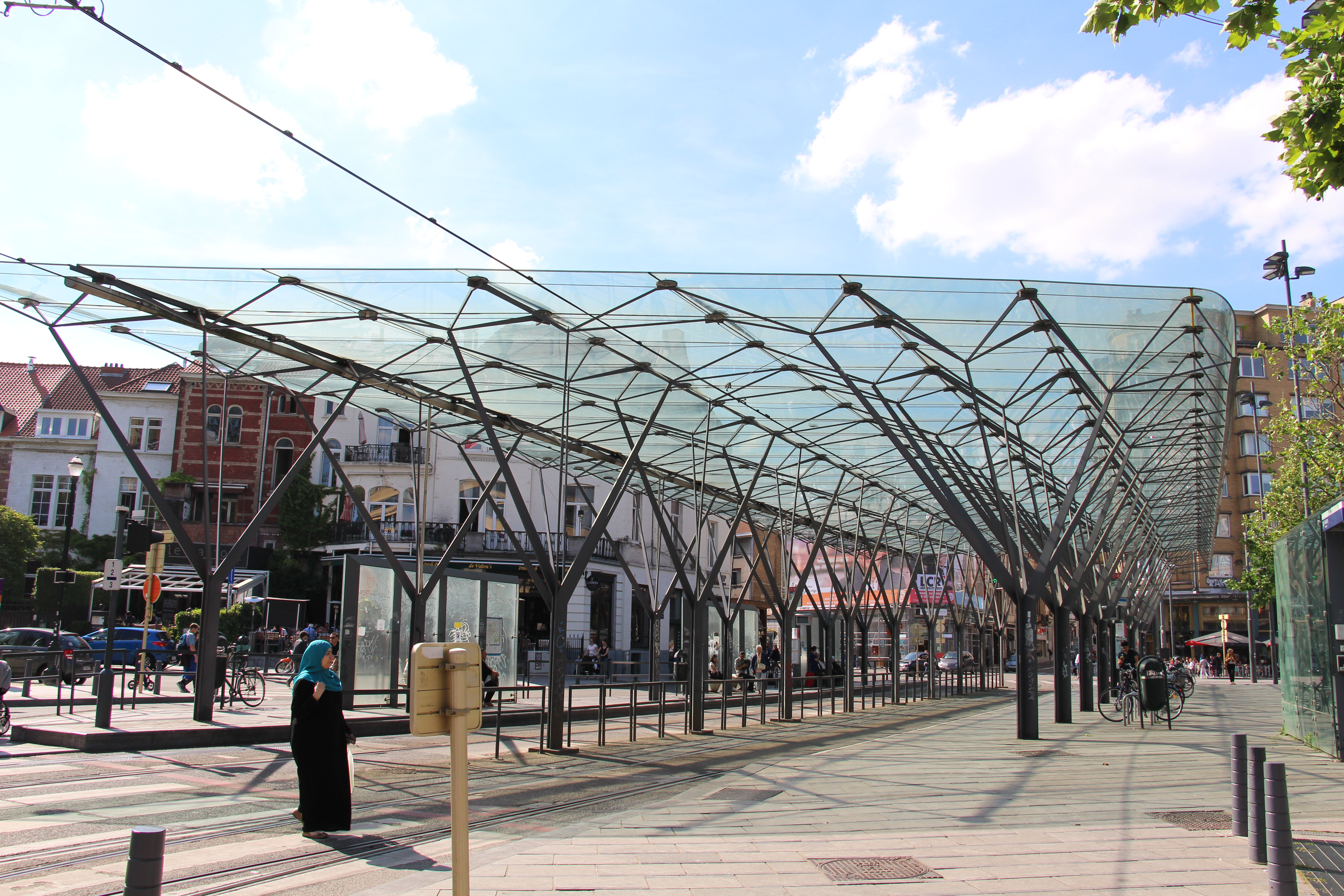
La estación de tranvía y autobuses de Flagey (2004–2008).

## Ubicación y transporte

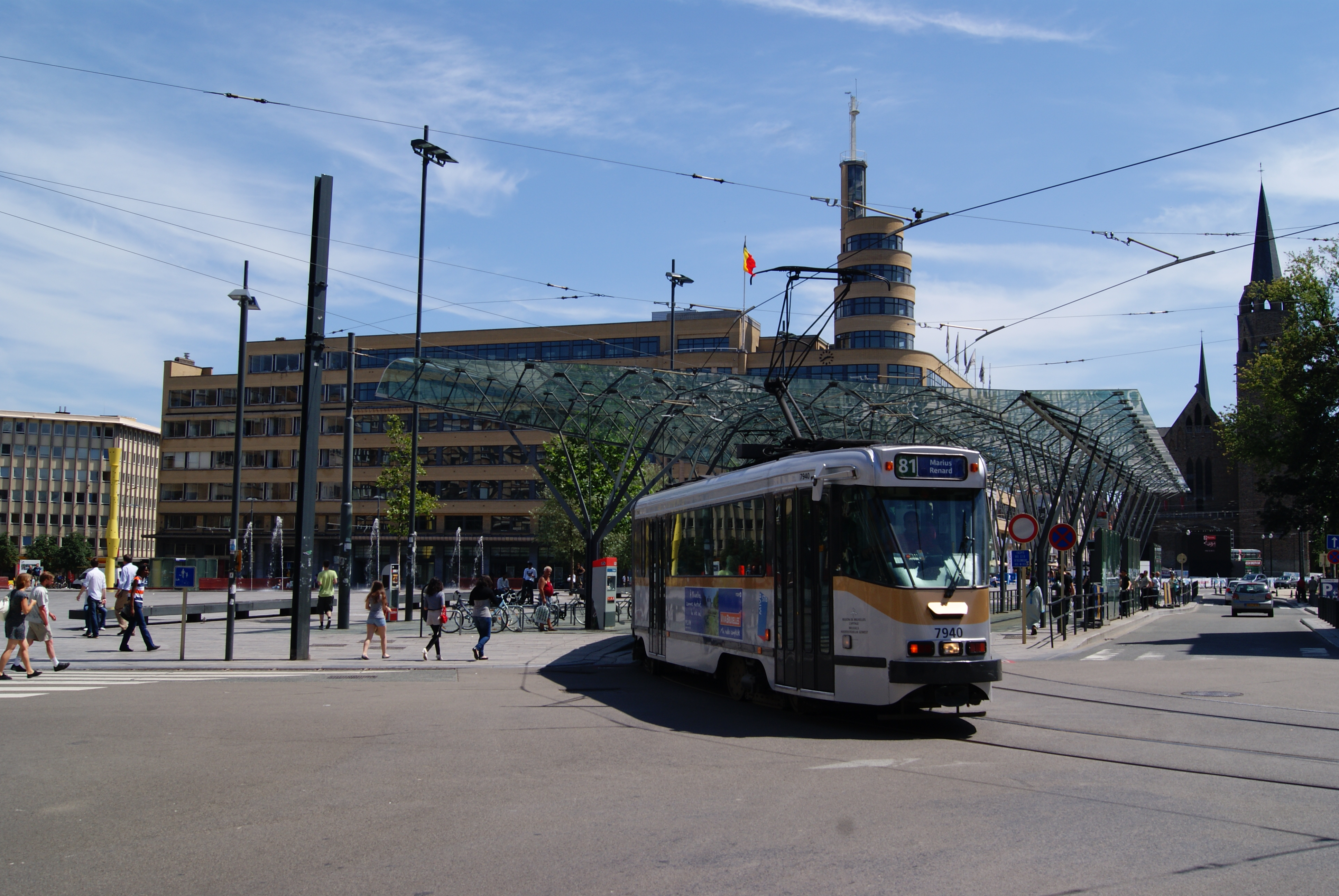
Un tranvía en la Place Eugène Flagey.

La Place Eugène Flagey forma un trapecio en el que empiezan o terminan un gran número de calles: al norte, la Chaussée d'Ixelles/Elsense Steenweg y la Rue de Vergnies/De Vergniesstraat; al este, la Rue Malibran/Malibranstraat, la Rue des Cygnes/Zwanenstraat y la Rue de la Brasserie/Brouwerijstraat; al sur, la Chaussée de Boondael/Boondaalse Steenweg y la Place Sainte-Croix/Heilig-Kruisplein; y al oeste, la Avenue du Général de Gaulle/Generaal de Gaullelaan, la Chaussée de Vleurgat/Vleurgatse Steenweg y la Rue Lesbroussart/Lesbroussartstraat. También en el lado oeste está bordeada por los Estanques de Ixelles.
La Place Eugène Flagey es servida por varias líneas de la Sociedad de Transportes Intermunicipales de Bruselas: la línea 81 del tranvía y las líneas de autobús 38, 59, 60 y 71, así como la línea de autobús 366 del Operador de Transporte de Valonia. La plaza también contiene una estación de bicicletas compartidas Villo!, así como estaciones de vehículos compartidos de Cambio y Zen Car.